# 269550 Chur
269550 Chur è un asteroide della fascia principale. Scoperto nel 2009, presenta un'orbita caratterizzata da un semiasse maggiore pari a 2,7049155 UA e da un'eccentricità di 0,0969390, inclinata di 14,29306° rispetto all'eclittica.
L'asteroide è dedicato alla località svizzera di Coira attraverso il suo endonimo in tedesco.